# مسجد الرقود السبعة
مسجد الرقود السبعة، أو المكان التي دارت فيه أسطورة «الرقود السبعة» باللهجة التونسية (بالعربية الفصحى: النائمون السبعة)، هو مسجد وضريح قديم يقع في أعالي جبال قرية شنني بالجنوب التونسي، والذي يؤمن متساكنو هذه المنطقة أن قصة «أصحاب الكهف» قد وقعت في نفس المنطقة التي بني عليها.

## الأسطورة
يعتقد متساكنو قرية شنني الجبلية، أن قصة أو أسطورة «أصحاب الكهف» حدثت في المنطقة التي يقطنونها، وأن «الرقود السبعة» (النيام السبعة)، مدفونون في «الغار» أو الكهف الذي يوجد في قمة جبل من الجبال التي تم تأسيس قرية شنني على أحد سفوحها والتي، تأسست على يد الأمازيغ في القرن 12 ميلادي.

## مكوناته
المسجد ذو حجم صغير، يحتوي على صومعة صغيرة مائلة ومتخذة اتجاه القبلة، وحوله، تنتشر بعض القبور التي يصل طول البعض منها لثلاثة أو أربعة أمتار. في الناحية الخلفية للمسجد يقع الكهف الذي يعتقد أهالي المدينة ان «الأولياء الصالحين السبعة» اختبؤوا فيه لمدة ثلاثة قرون قبل أن يستيقظوا.

## مزار سياحي
يعد هذا المسجد أو المقام من المعالم السياحية المميزة في الجنوب التونسي وخصوصا في هذه القرية البعيدة، غموض قصته والأسطورة التي تحيط به جعلته محط انظار عديد السياح المحليين الأجانب.